# Terabit
Terabit – jednostka informacji, w skrócie Tb lub Tbit.
1 Tbit = 1012 = 1 000 000 000 000 bitów.
Przykładowe przeliczenia na inne jednostki:
1 Tb = 1000 Gb
1000 Tb = 1 Pb

Zwykle jednak:
1 Tb = 1024 Gb
8 Tb = 8192 Gb  = 1024 GB
ponieważ IEC 60027-2 jest tylko propozycją stosowania, a nie standardem, natomiast już od zarania informatyki w tej dziedzinie nauki wykorzystywane są przedrostki dziesiętne w znaczeniu przedrostków binarnych.
Binarnym odpowiednikiem terabitu jest tebibit, równy 240 = 10244 bitów.